# Westland Wizard
Westland Wizard là một mẫu thử máy bay tiêm kích của hãng Westland Aircraft.

## Tính năng kỹ chiến thuật (Mk.II)
Dữ liệu lấy từ The Westland "Wizard".
Đặc điểm tổng quát
- Kíp lái: 1
- Chiều dài: 26 ft 10 in (8,18 m)
- Sải cánh: 39 ft 6 in (12,04 m)
- Chiều cao: 9 ft 4 in (2,85 m)
- Diện tích cánh: 238 sq ft (22,1 m²)
- Kết cấu dạng cánh: RAF 34[2]
- Trọng lượng rỗng: 2.467 lb (1.121 kg)
- Trọng lượng có tải: 3.326 lb (1.512 kg)
- Động cơ: 1 × Rolls-Royce F.XI, 490 hp (366 kW)

 Hiệu suất bay 
- Vận tốc cực đại: 188 mph (163 knot, 303 km/h) trên độ cao 10.000 ft (3.050 m)
- Trần bay: 17.500 ft (5.300 m[3])
- Vận tốc lên cao: 1.945 ft/phút (9,88 m/s) trên độ cao 10.000 ft (3.050 m)

Trang bị vũ khí

- Súng: 2× Súng máy Vickers
- Bom: 4× quả bom 20 pound